# Річка Айучі
Рі́чка Айу́чі (яп. 相内川, あいうちがわ) — річка в Японії, в префектурі Аоморі. Стродавня назва — Айучі (鮎内川).